# Roman Sosnowski
Roman Benedykt Sosnowski – dr hab. nauk medycznych, urolog.
Absolwent I Wydziału Lekarskiego Warszawskiej Akademii Medycznej. Od 1997 roku zatrudniony w Klinice Nowotworów Układu Moczowego Centrum Onkologii Instytutu im. Marii Skłodowskiej-Curie w Warszawie. Specjalista chirurgii oraz urologii, wykładowca, recenzent prac naukowych. Od 2005 specjalista urolog oraz Fellow of the European Board of Urology (FEBU). Przed laty obronił przewód doktorski poświęcony historii urologii. Od 2019 doktor habilitowany. Odbył staże zagraniczne w klinikach urologicznych Aarhus Univeristy Denmark, Klinikum Kassel Germany, Memorial Sloan-Kattering Cancer Center, New York USA. Autorem i współautor ponad 100 publikacji naukowych oraz kilku rozdziałów w monografiach onkologiczno-urologicznych. W 2012 pomysłodawca oraz realizator największego w kraju projektu edukacyjnego poświęconego profilaktyce chorób uro-onkologicznych Mężczyzna 45p